# Зюплингенбург
Зюплингенбург (нем. Süpplingenburg) — община в Германии, в земле Нижняя Саксония.
Входит в состав района Хельмштедт. Подчиняется управлению Норд-Эльм. Население составляет 658 человек (на 31 декабря 2010 года). Занимает площадь 14,30 км².

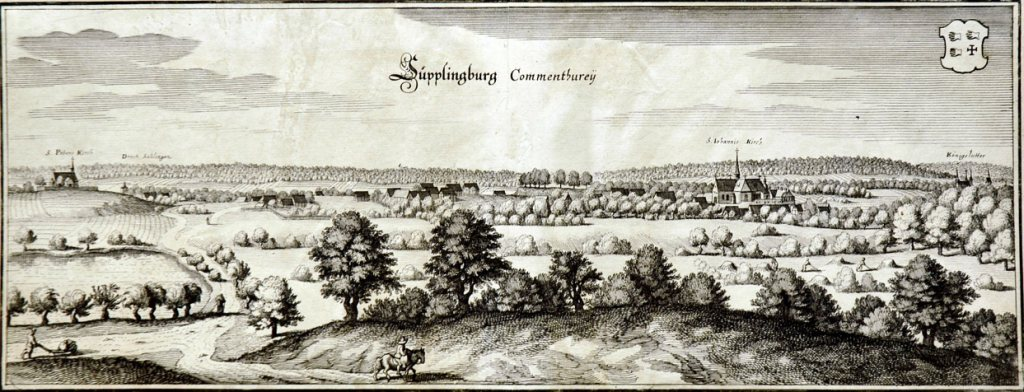
Зюплингенбург

| Год  | Население |
| ---- | --------- |
| 1990 | 710       |
| 1995 | 691       |
| 2000 | 718       |
| 2005 | 680       |
| 2010 | 670       |